# Crassula subaphylla
Crassula subaphylla là một loài thực vật có hoa trong họ Crassulaceae. Loài này được (Eckl. & Zeyh.) Harv. miêu tả khoa học đầu tiên năm 1862.

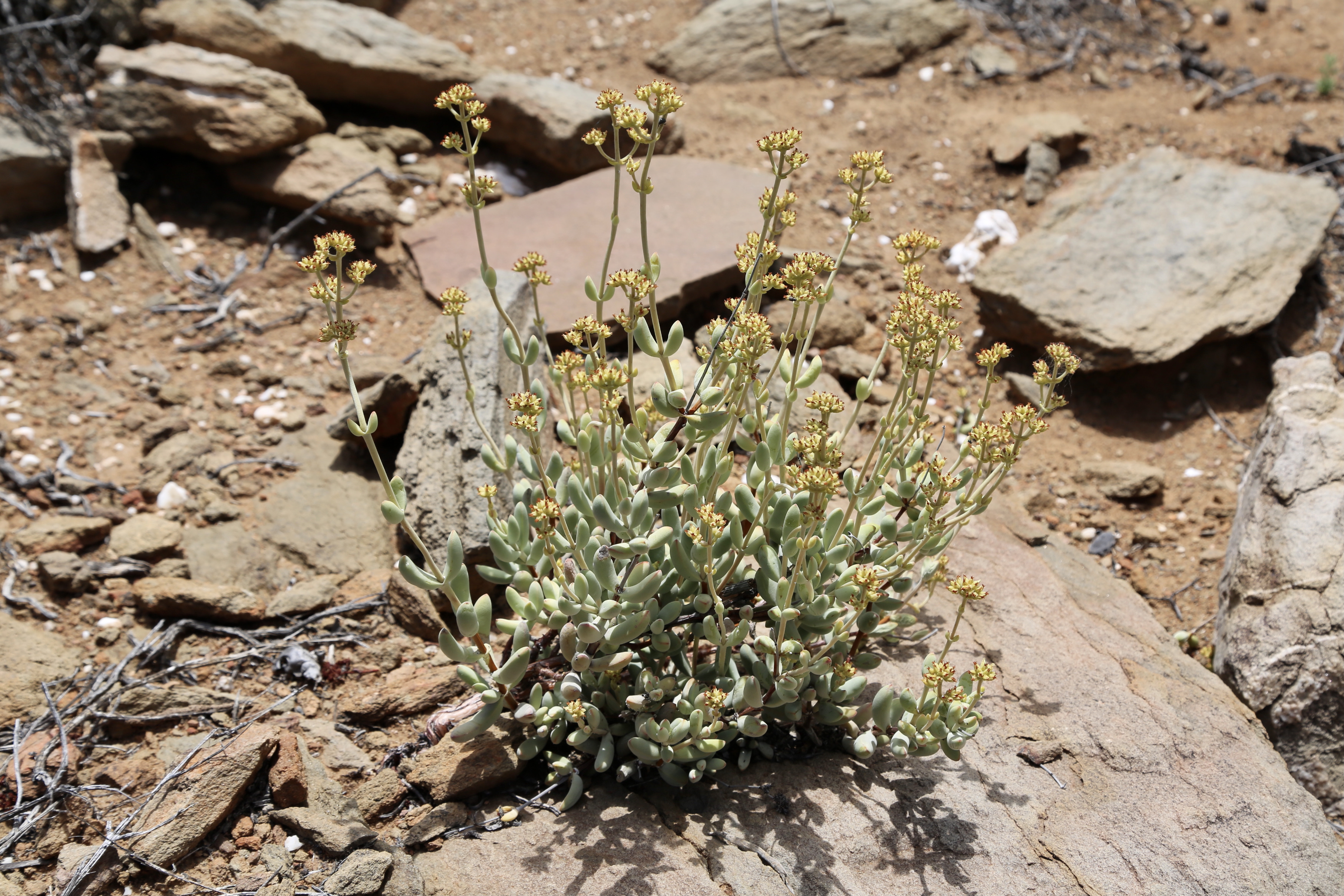
Young flowering plant in Anysberg Nature Reserve

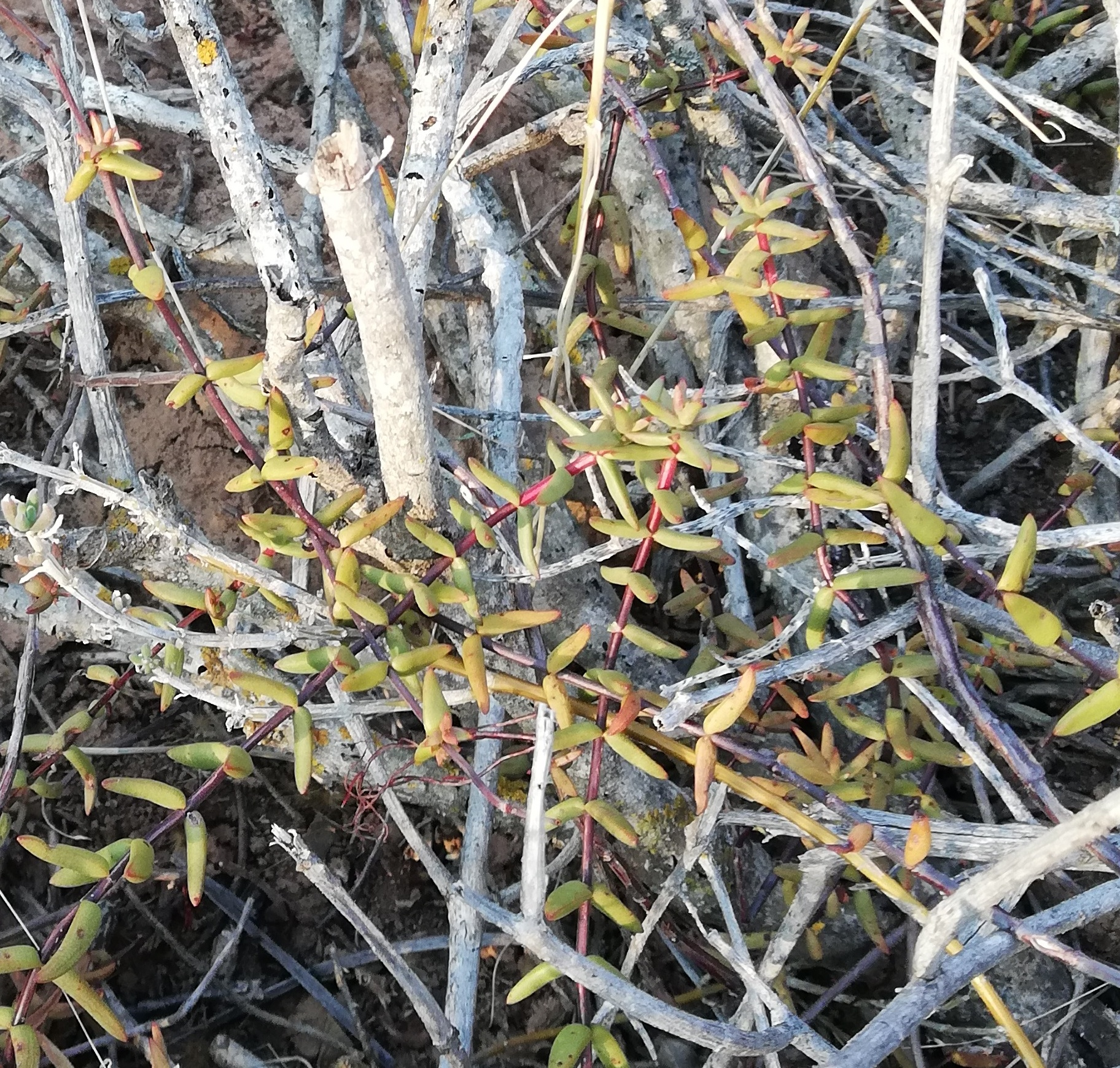
The twiggy, decumbent stems of Crassula subaphylla, growing in the Robertson Karoo.

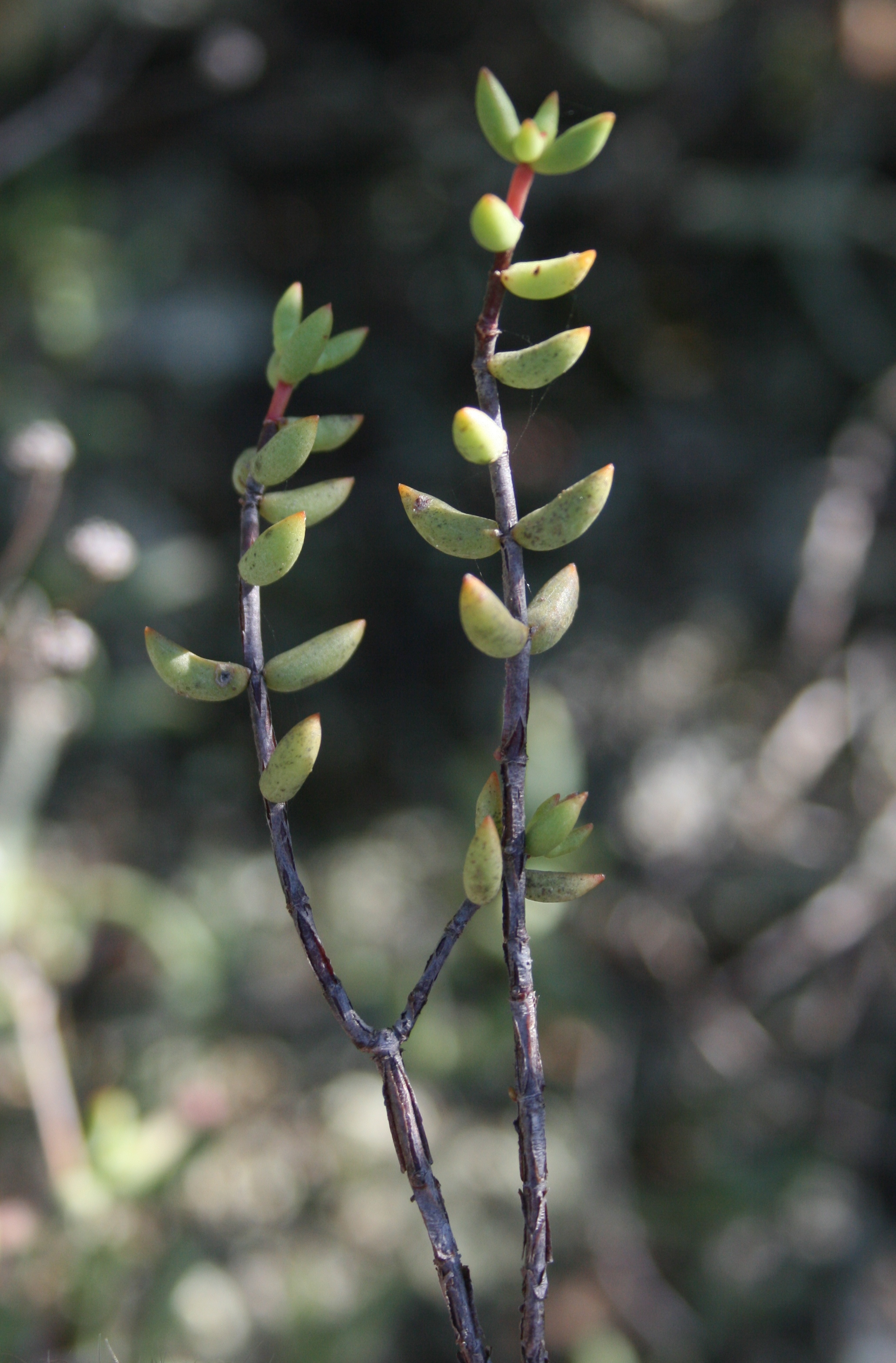
The brittle stems often have flaking strips of bark